# Tổ hợp tuyến tính
Trong đại số tuyến tính, một tổ hợp tuyến tính là một tổng của các vectơ nhân với các hệ số vô hướng.

## Định nghĩa
Giả sử S={v1,...,vn} là một tập hữu hạn các vectơ, một tổ hợp tuyến tính của S là một tổng các vectơ nhân bởi các hệ số theo dạng:
a1v1+...+an vn
với các số a1,...,an nằm trong trường F của không gian vectơ chứa v1,...,vn.

## Ví dụ
Vector (3,-4) là tổ hợp tuyến tính của các vectơ trong tập hợp {(1,1),(2,3),(1,-1)} bởi vì:
(3,-4) = 2(1,1) + (-1)(2,3) + 3(1,-1)

## Bao tuyến tính
Tập hợp của các tổ hợp tuyến tính xây dựng từ các vectơ trong S được gọi là bao tuyến tính của S (hay không gian con sinh bởi S) và ký hiệu là span(S) hay {\displaystyle \langle S\rangle }. Nói một cách chính xác:

span(S) = {v thuộc S: v= a1v1-...+an vn với các số a1,...,an nằm trong trường F}.
S được gọi là một hệ sinh của không gian con {\displaystyle \langle S\rangle }.